# Лозер
Лозе́р (фр. Lozère, окс. и кат. Losera) — департамент на юге Франции, один из департаментов региона Окситания. Порядковый номер — 48. Административный центр — Манд. Население — 76 607 человек (101-е место среди департаментов, данные 2013 года).

## География
Площадь территории — 5167 км². Через департамент протекают реки Ло, Тарн.
Департамент включает 2 округа, 13 кантонов и 158 коммун.

## История
Лозер — один из первых 83 департаментов, образованных во время Великой французской революции в марте 1790 года. Возник на территории бывшей провинции Лангедок. Название происходит от горы Лозер.